# Ikebana
Ikebana (jap. 生花, 活花, 生け花, 活け花; „ożywić kwiaty” (po wycięciu z ziemi) – japońska sztuka układania kwiatów, nazywana także kadō (華道, 花道) – „droga kwiatów” (sposób opanowania kompozycji kwiatowej).

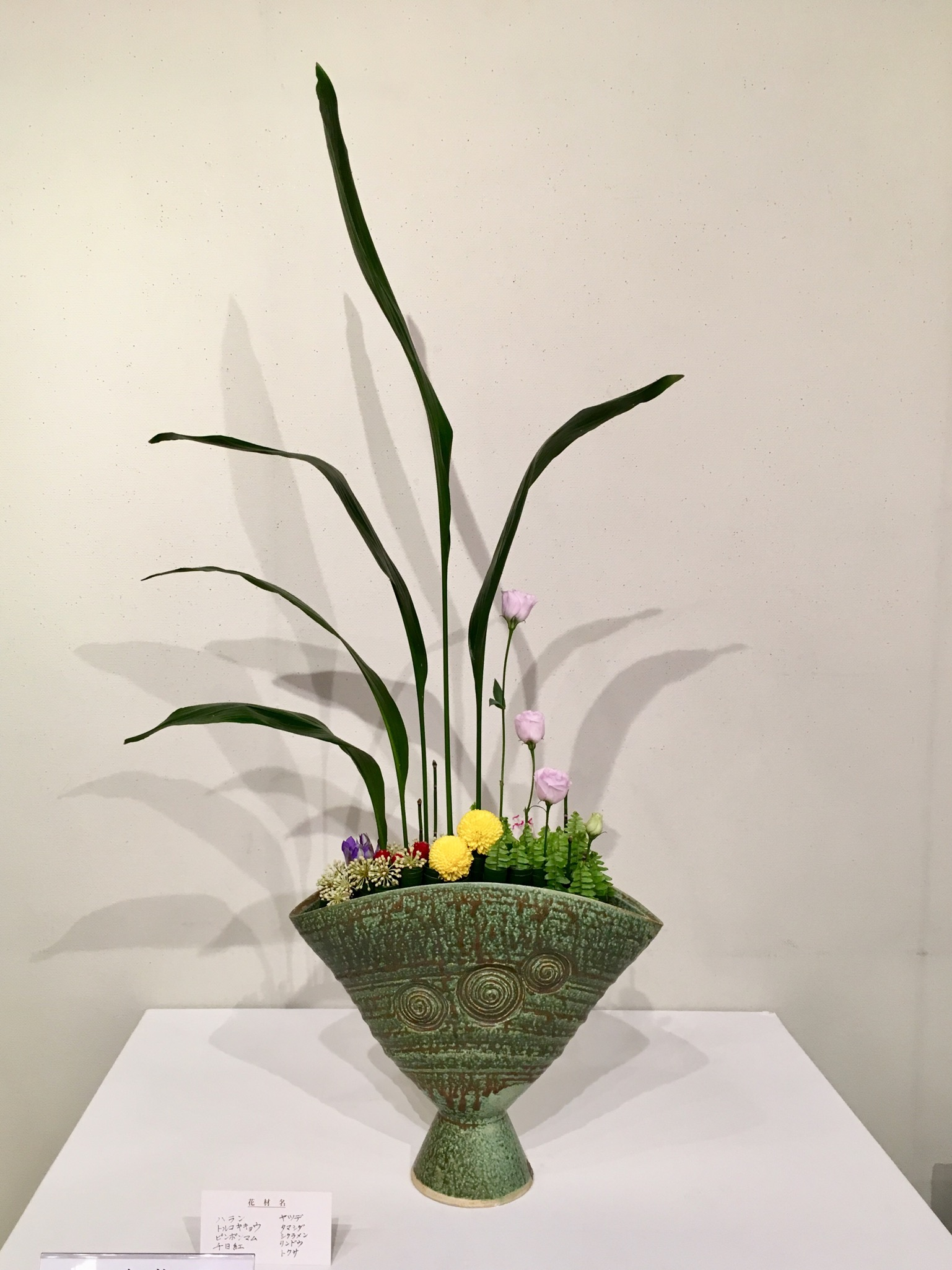
Nagoya Ikebana Art Exhibition, aranżacja dziewięciu roślin szkoły Ikenobō (2018)

W przeciwieństwie do dekoracyjnych bukietów w stylu zachodnim, japońska sztuka układania kwiatów skupia się na tworzeniu harmonii linearnych konstrukcji, rytmu i koloru. Podczas gdy ludzie Zachodu podkreślają liczbę i barwy roślin, poświęcając uwagę przede wszystkim pięknu kwiatów, Japończycy podkreślają linearne aspekty kompozycji. Rozwinęli sztukę obejmującą nie tylko kwiaty, ale również naczynia, łodygi, liście i gałęzie. Cała struktura japońskiego układania kwiatów opiera się na trzech głównych punktach, symbolizujących niebo, ziemię i ludzkość.

„Podstawowym celem układania kwiatów – który stoi ponad ich kształtem, kolorem i pięknem – jest wyrażenie zrozumienia dla kruchego życia maleńkiej rośliny i jej oczekiwania na swoją przyszłość. Ikebana jest tworzona w oparciu o szlachetną, duchową wymianę pomiędzy człowiekiem a rośliną” – Sen’ei Ikenobō (ur. 1933), przedstawiciel czterdziestego piątego pokolenia rodu, dyrektor szkoły ikebany Ikenobō.

## Historia
Prawda o pochodzeniu ikebany jest nieznana, ale sztuka ta ma długą historię. Dama dworu okresu Heian (794–1185), Sei Shōnagon, w swoich Zeszytach spod wezgłowia wspominała o „kwiatach wiśni w seledynowym wazonie”. Utwory o charakterze pamiętników mówią o kwiatach układanych na święto Tanabata w okresie Kamakura (1185–1333).
Faktyczne początki ikebany jako sztuki datuje się na okres Muromachi-Ashikaga (1336–1573). Choć były to lata burzliwych walk pomiędzy feudalnymi panami (daimyō), powstały wówczas liczne, nowe formy sztuki, które przetrwały do dziś i stały się ikonami japońskości. Jedną z nich jest ikebana, wywodząca się z układania kwiatów oferowanych Buddzie w świątyniach lub też duszom zmarłych. Ten rodzaj hołdu nazywa się kuge, kyōka.
W pradawnych czasach, przed przyjęciem buddyzmu, Japończycy wykorzystywali kwiaty oraz gałązki wiecznie zielonych drzew (np. sakaki, Cleyera japonica) do odwoływania się do bóstw natury (kami) i w czasie ceremonii oczyszczania, a wraz z wprowadzeniem buddyzmu w VI wieku powszechny stał się zwyczaj składania kwiatów na ołtarzu buddyjskim. Tak jest do dziś (np. w ceremoniach shintō na terenie chramów, czy też towarzyszących otwarciu nowej filii banku, firmy). Poczucie jedności Japończyków z naturą jest widoczne w najstarszych kronikach.
W okresie Muromachi-Ashikaga, wraz z ikebaną, rozwinęły się takie dziedziny, jak: architektoniczny styl shoin-zukuri, ceremonia herbaciana (cha-no-yu), teatr nō, poezja zbiorowa renga, projektowanie ogrodów. Stało się tak dzięki „zawodowym uczestnikom w rozrywce estetycznej”, czyli dōbōshū, doradcom ds. estetyki, zatrudnianym przez panów feudalnych (daimyō) i siogunów. Musieli oni pełnić rolę arbitrów w dziedzinie poezji, malarstwa, dekoracji wnętrz, ogrodnictwa, oceniania dzieł sztuki użytkowej. Byli jednocześnie „panami do towarzystwa”, biegłymi w wykwintnej konwersacji i manierach.

## Style ikebany
Przez wieki stworzono wiele stylów i szkół układania kwiatów. Za prekursora ikebany uważany jest mnich ze świątyni Rokkaku-dō (nazwa oficjalna Chōhō-ji) w Kioto, Senkei Ikenobō, żyjący w XV wieku. Jego szkoła, Ikenobō-ryū, od czterdziestu pięciu pokoleń popularyzuje styl rikka ('stojących kwiatów') przez ród Ikenobō. Rikka idzie częściowo w parze ze stylem chabana, czyli ascetycznym aranżowaniem kwiatów we wnęce tokonoma, która znajduje się w pomieszczeniu o nazwie chashitsu przeznaczonym do ceremonii herbacianej cha-no-yu.
Innymi zasadami kieruje się styl nageire-bana ('kwiaty wrzucane' do naczynia, wazonu), który dał początek wielu popularnym dziś kierunkom. W XVIII wieku powstały filozoficzne (oparte na konfucjanizmie) założenia kompozycji kwiatowych.
W okresie Meiji (1868–1912) powstała szkoła Ohara-ryū wprowadzająca styl mori-bana, który z kolei dzieli się na trzy grupy. Nazwa pochodzi od techniki tworzącej spiętrzony, „nastroszony” układ roślin.
Współcześnie nadal powstają nowe kierunki. Ikebana jest przedmiotem nauczanym w szkołach i na uniwersytetach.

## Galeria

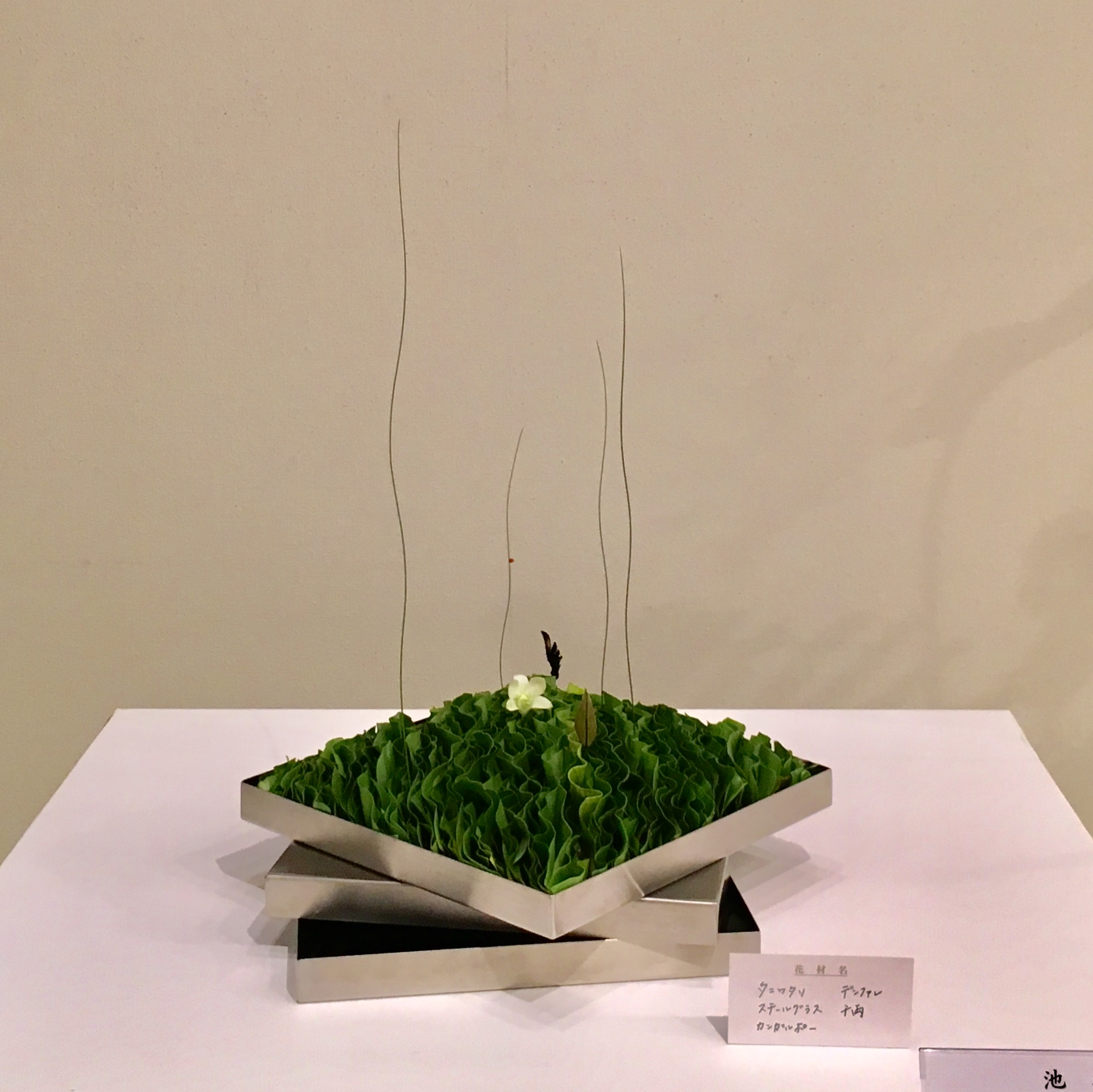
Aranżacja szkoły Ikenobō (2018)
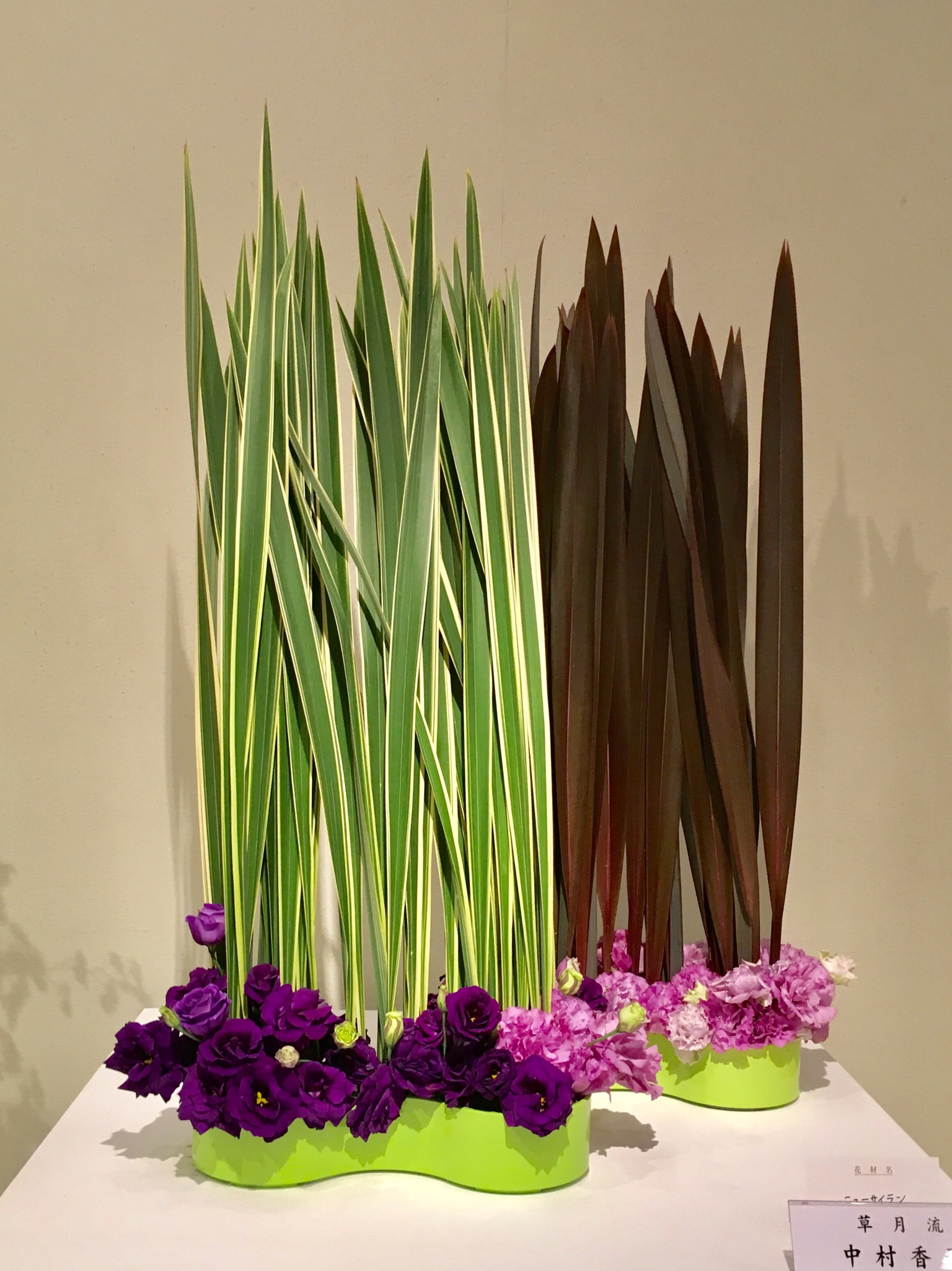
Aranżacja szkoły Sōgetsu-ryū (2018)
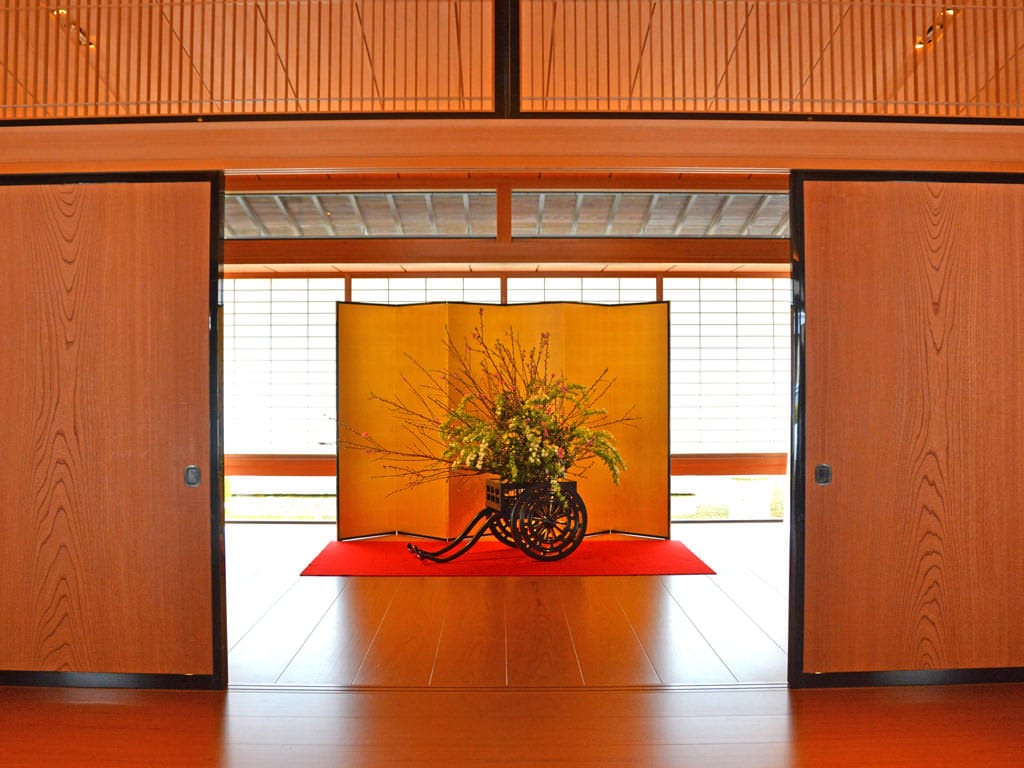
Ikebana w wejściu głównym w Kyoto State Guest House (Kyōto Geihinkan) w Kioto
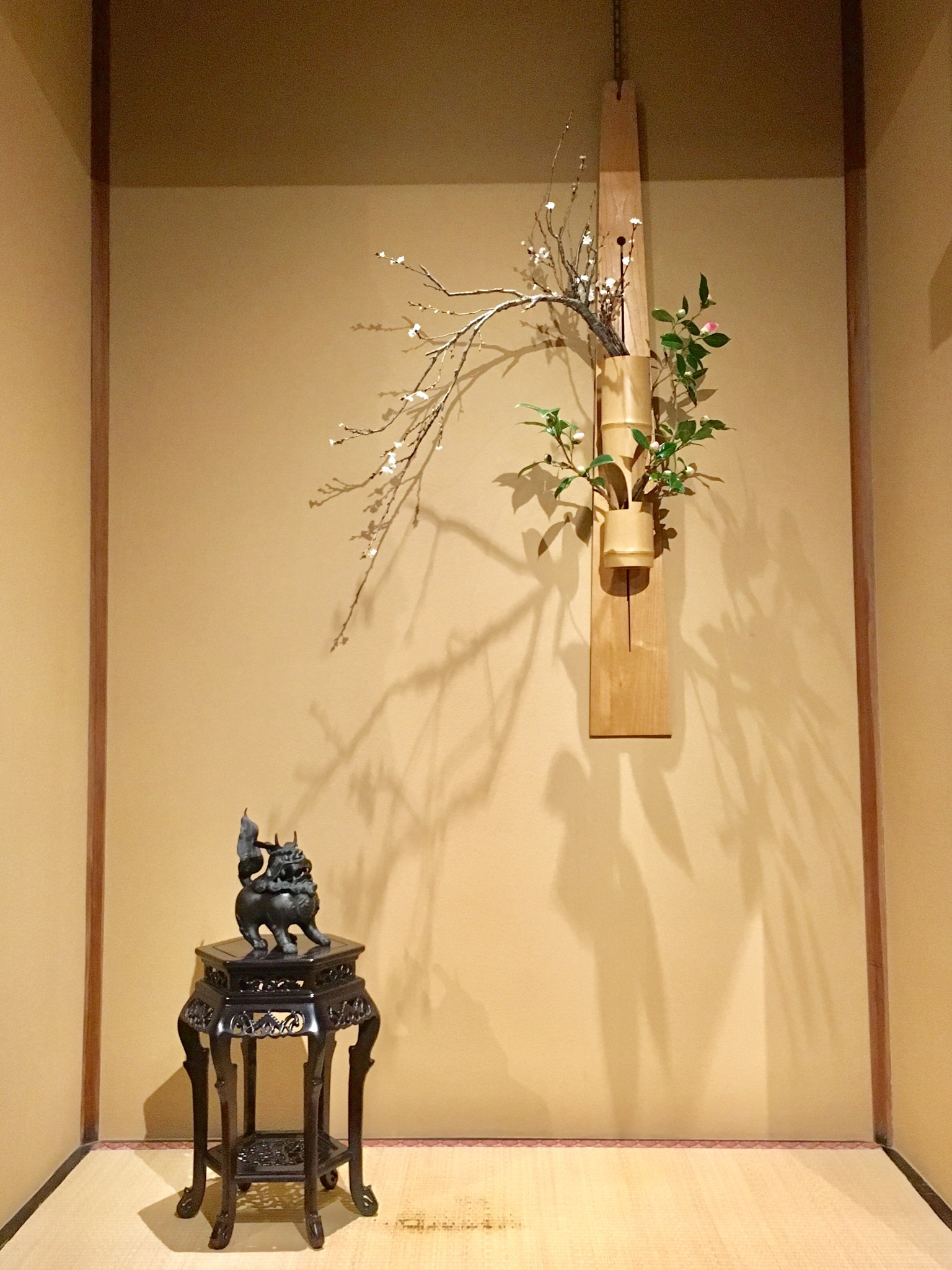
Aranżacja szkoły Saga Go-ryū na ścianie wnęki tokonoma (2018)
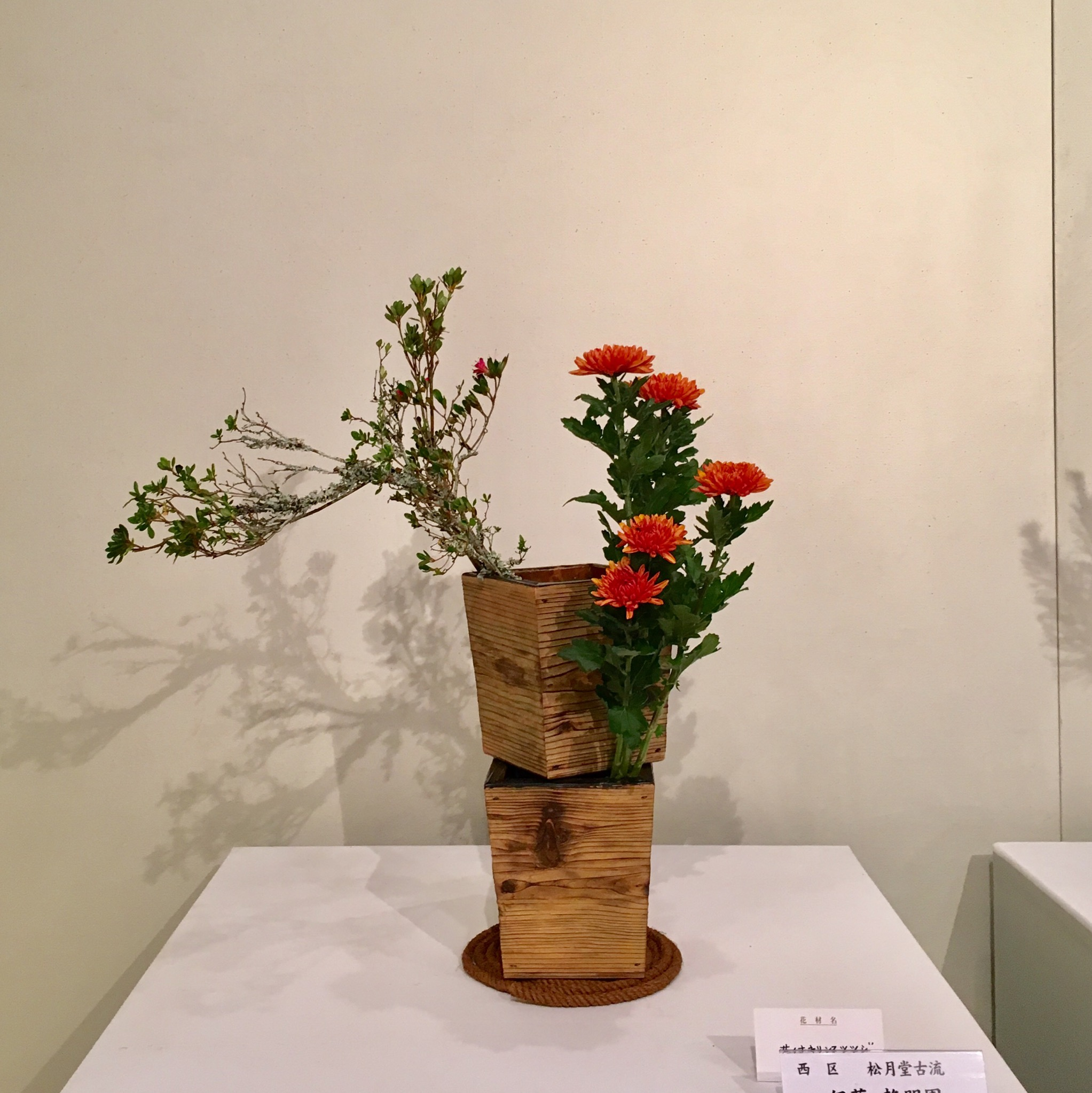
Nagoya Ikebana Art Exhibition, aranżacja szkoły Shōgetsudō Ko-ryū (2018)